# Siniávino
Siniávino (en ruso: Синя́вино) es un asentamiento de tipo urbano en el raión de Kírovski del óblast de Leningrado, Rusia, ubicado a varios kilómetros tierra adentro desde la orilla sur del lago de Ládoga, a cincuenta y ocho kilómetros al este de San Petersburgo y ocho kilómetros al este de Kírovsk. Municipalmente se incorpora como el asentamiento urbano de Siniávino, uno de los ocho asentamientos urbanos del distrito. Poblaciónː 3784 (censo de 2010); 3611 (censo de 2002); 1949 (censo de 1989).

## Historia
El selo (población rural) de Siniávino se creó a principios del siglo XVIII, cuando Pedro el Grande cedió las tierras de la zona a su oficial militar Naum Senyavin. El selo fue destruido durante la Primera Guerra Mundial y nunca se restauró, pero el nombre se transfirió en la década de 1920 al asentamiento que estaba al servicio de la producción de turba. El asentamiento de Siniávino estaba en ese momento ubicado en el uyezd de San Petersburgo de la gobernación de San Petersburgo.
El 1 de agosto de 1927, se abolieron los Uyezd y se estableció el distrito de Mginski, con el centro administrativo en Mga. También se abolieron las gobernaciones y el distrito pasó a formar parte del ókrug de Leningrado del óblast de Leningrado. El 20 de abril de 1930, Siniávino obtuvo el estatus de asentamiento de tipo urbano. El 23 de julio de 1930, también se abolieron los Ókrug y los distritos quedaron directamente subordinados al óblast. El 20 de septiembre de 1930, el centro administrativo del distrito fue transferido al selo de Putilovo, y el distrito pasó a llamarse Putilovsky. El 20 de septiembre de 1931, el centro del distrito se trasladó de nuevo a Mga, y el distrito pasó a llamarse Mginski. 
Durante la Segunda Guerra Mundial, Siniávino fue ocupada por las tropas nazis. En 1942, Siniávino se convirtió en el punto central de la ofensiva de Siniávino, una operación militar del Ejército Rojo con el propósito de levantar el sitio de Leningrado. Se llevaron a cabo feroces batallas en esta área; tanto el asentamiento como el pueblo fueron completamente destruidos. Durante las batallas en la cabeza de puente de Nevsky Pyatachok y en las alturas de Siniávino, murieron más de 360 000 soldados.
El 9 de diciembre de 1960, el raión de Mginski fue abolido y dividido entre los distritos de Voljovski y Tosnenski. Siniávino fue trasladado al distrito de Tosnenski. El 1 de abril de 1977 se estableció el raión de Kírovsk con el centro administrativo en Kírovsk, esencialmente en los límites del antiguo distrito de Mginski, dividiendo los distritos de Volkhovski y Tosnenski.

## Economía

### Industria
La economía de Siniávino se basa principalmente en la industria alimentaria.

### Transporte
La autopista M18, que conecta San Petersburgo y Múrmansk, pasa por Siniávino. Hay conexiones de autobús con San Petersburgo y Kírovsk.
A principios del siglo XIX, se construyó un sistema de canales que pasaban por alto el lago Ladoga, que en ese momento formaban parte del sistema de agua Mariinsky, que conectaba los ríos Neva y Volga. En particular, el nuevo canal de Ladoga conecta el Vóljov y el Nevá. Sustituyó al antiguo canal de Ladoga, construido por Pedro el Grande, que quedó así en desuso y en descomposición. Los canales se conocen colectivamente como el Canal Ladoga. Ambos canales corren a lo largo de la orilla sur del lago de Ládoga, al norte de Siniávino.

## Cultura
Siniávino contiene dos monumentos del patrimonio cultural clasificados como patrimonio cultural e histórico de importancia local. Ambos monumentos conmemoran los acontecimientos de la Segunda Guerra Mundial.

## Personas notables
- Yuri Morózov (1934-2005) futbolista soviético, entrenador de fútbol ruso y entrenador de honor de la URSS.